# Allen Saunders
Pour les articles homonymes, voir Saunders.
John Allen Saunders (né le 24 avril 1899 à Lebanon et le mort le 28 janvier 1986) est un scénariste de bande dessinée américain connu pour son travail sur les comic strips Steve Roper and Mike Nomad (1936-1979), Mary Worth (1939-1979), Dan Dunn (1942-1943) et Kerry Drake (1943-1971).

## Biographie
Allen Saunders naît le 24 avril 1899. Il prend des cours de dessin par correspondance puis étudie les beaux-arts à l'académie de Chicago. Après avoir étudié au Wabash College dans l'Indiana, il y devient professeur et y enseigne le français pendant sept ans. Durant cette période il commence à produire des dessins humoristiques pour plusieurs revues et écrit des histoires policières publiées dans des pulps. En 1927, il quitte l'enseignement et devient reporter-dessinateur pour le Toledo News-Bee. En 1936, il commence un strip intitulé The Great Gusto en collaboration avec Elmer Woggon. Cette série diffusée par le Publishers Syndicate est ensuite renommé Big Chief Wahoo puis Steve Roper. En 1940, le diffuseur lui demande de reprendre le strip Apple Mary. Il travaille avec la dessinatrice Dale Conner et renomme la série Mary Worth's Family. En 1942 Dale Conner est remplacée par Ken Ernst. Quelques années plus tard, le strip change de nouveau de nom et se simplifie en Mary Worth. En plus de son travail régulier sur Steve Ropper et Mary Worth, Allen Saunders scénarise aussi d'autres séries comme nègre littéraire. À partir des années 1950, Allen Saunders est assisté par son fils John qui reprend complètement les séries quand Allen Saunders, en 1978, prend sa retraite. Il meurt le 28 Janvier 1986.

## Prix et récompenses
- 1981 : Prix Inkpot